# Colleen Dewhurst
Colleen Rose Dewhurst (Montreal, 3 de junho de 1924 - Lewisboro, 22 de agosto de 1991) foi uma atriz estadunidense de origem canadense. Ao longo de sua carreira, ela ganhou dois Tony Awards e quatro Emmys por seu trabalho no teatro e televisão.